# Ka-62
Ka-62 – rosyjski wielozadaniowy śmigłowiec opracowany przez firmę Kamow, stanowiący cywilne rozwinięcie Ka-60.

## Historia

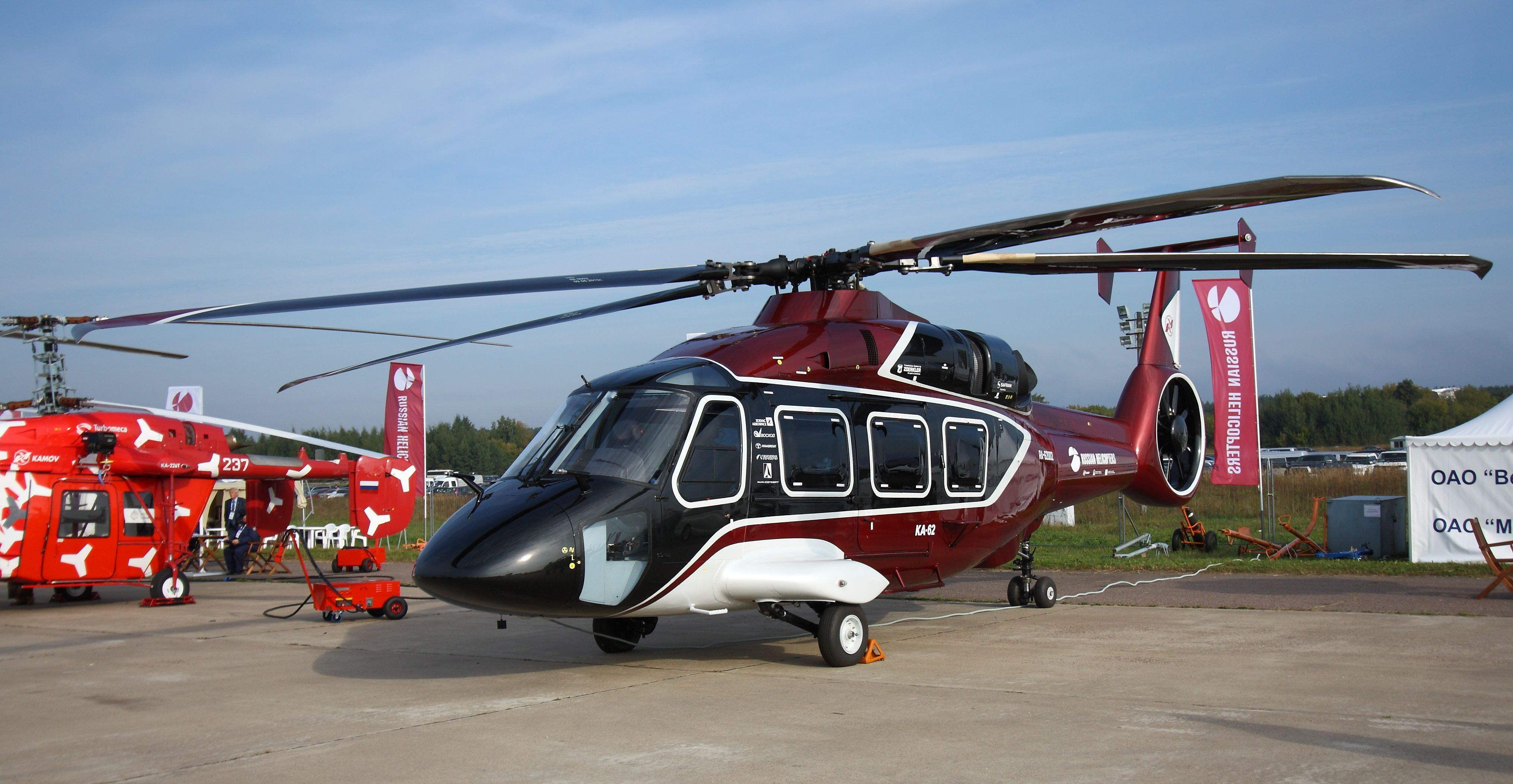
Makieta Ka-62 na salonie MAKS-2013

Kamow w 1992 r. przystąpił do prac nad zaadaptowaniem wojskowego śmigłowca Ka-60 do celów cywilnych. Na głównego konstruktora został wybrany Siergiej Wiktorowicz Michiejew. Nowa konstrukcja miała zachować cechy konstrukcyjne poprzednika, w tym silniki RD-600. Na Międzynarodowym Salonie Lotniczo-Kosmicznym MAKS-1995 zaprezentowano makietę nowej maszyny. Opracowana konstrukcja była przewidziana do zastosowań w zakresie transportu pasażerów i ładunków, ratownictwa medycznego, obserwacji i jako maszyna dyspozycyjna. Wyposażenie miało jej umożliwiać operowanie z niewielkich lądowisk tj. platformy wiertnicze.
Kryzys gospodarczy wywołany rozpadem ZSRR i związany z nim brak funduszy przerwał prace konstrukcyjne. Do projektu powrócono w późniejszych latach, w 2008 r. zapowiedziano oblatanie prototypu w 2010 r. i planowano uruchomienie produkcji seryjnej na poziomie 30–40 maszyn miesięcznie. W 2012 r. na wystawie HeliRussia-2012 zaprezentowano zmodyfikowaną makietę maszyny. Główne zmiany obejmowały przekonstruowanie podwozia oraz zmianę silników. Jednostki napędowe Turboméca Ardiden 3G miała dostarczyć francuska firma Turboméca, a system przeniesienia napędu austriacka firma Zoerkler. Kolejne prace konstrukcyjne postępowały jedna powoli, w 2014 r. powstały przeznaczone dla Ka-62 zintegrowane systemy lotu i nawigacji KBO-62. Dla bezpieczeństwa lotu dostosowano silniki do krótkotrwałej pracy z mocą maksymalną 1940 KM.
Oblot prototypu wykonano 28 kwietnia 2016 r. na lotnisku w Arsienjewie, podczas którego śmigłowiec wykonał zawis. 25 maja 2017 r. wykonano pierwszy przelot śmigłowca trwający 15 minut. Do lutego 2018 r. zbudowano trzy egzemplarze maszyny, publiczna demonstracja w locie nowej konstrukcji nastąpiła na salonie MAKS-2019. W tym samym roku rozpoczęto budowę sześciu egzemplarzy seryjnych. Podczas salonu MAKS-2021 podpisano pierwszą umowę na dostawę Ka-62, partię trzech maszyn zamówiła firma „Gazprombank Leasing”. Na tym samym salonie zaprezentowano rosyjski silnik WK-1600W, który przewidziano do napędu śmigłowca. 30 listopada 2021 r. maszyna otrzymała certyfikat typu. Zmiany konstrukcyjne i zastosowanie zagranicznych komponentów wymusiły recertyfikację maszyny. Agresja Rosji na Ukrainę i wprowadzone sankcje odcięły Rosję od dostaw 60% elementów koniecznych do budowy śmigłowca, tj. łopat, silników i awioniki. Spowodowało to zaprzestanie prac nad jego rozwojem.

## Charakterystyka techniczna

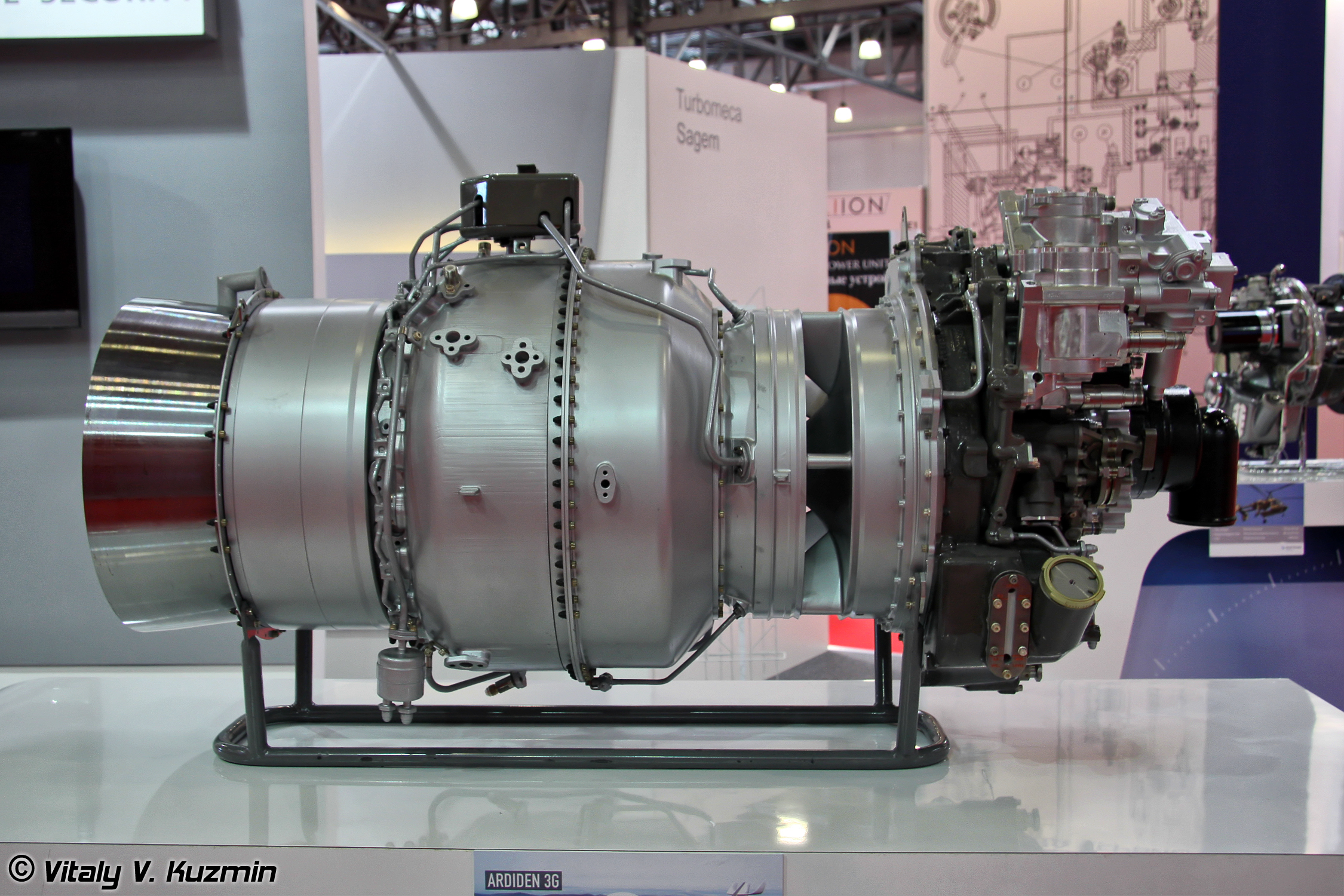
Silnik Turboméca Ardiden 3G

Śmigłowiec Ka-62 jest zbudowany w układzie jednowirnikowym, z pięciołopatowym wirnikiem głównym i wielołopatowym śmigłem sterującym typu fenestron. Jest wyposażony w dwa silniki turbinowe Turboméca Ardiden 3G i trójpunktowe składane w locie podwozie. Zdwojone koło tylne chowa się do wnęki w belce ogonowej, koła główne składają się na kadłub. Golenie podwozia są wyposażone w amortyzatory olejowo-powietrzne. Podwozie może być uzupełnione o nadmuchiwane balony umożliwiające awaryjne lądowanie śmigłowca na powierzchni wody. Kadłub ma konstrukcję ramową wzmocnioną podłużnicami i wręgami. Składa się z kokpitu, przedziału ładunkowo-pasażerskiego oraz belki ogonowej. Kubatura kabiny wynosi ok. 6 m³. Długość kadłuba wynosi 13,47 m, z uwzględnieniem łopat wirnika wzrasta do 15,7 m. Kadłub przechodzi w belkę ogonową o długości 3 m i elipsoidalnym przekroju, mieszczącą wał napędowy tylnego śmigła. Belka jest wzmocniona na górze asymetryczną owiewką. Maszyna ma wysokość 4,51 m. Śmigło ogonowe ma średnicę 1,4 m. Śmigłowiec może przenosić wewnątrz kabiny ładunek o masie do 2000 kg, a na zewnętrznym zawiesiu ładunek wielkogabarytowy do 2500 kg. Zapas paliwa, wynoszący 1100 litrów, znajduje się w czterech miękkich zbiornikach umieszczonych pod podłogą kabiny.

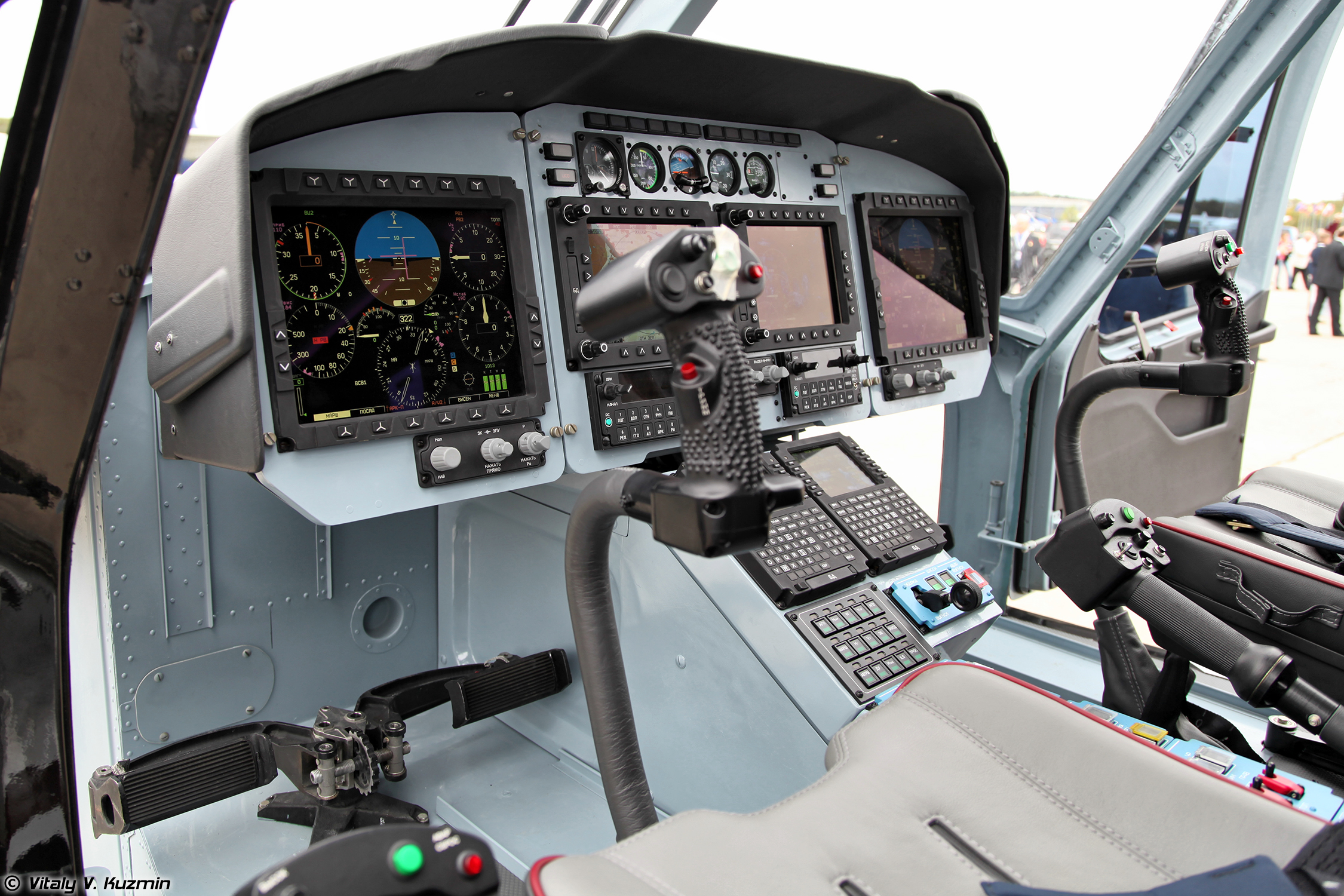
Kabina pilotów Ka-62

Załogę stanowi jeden lub dwóch pilotów, ich stanowiska pracy są wyposażone w wyświetlacze ciekłokrystaliczne, które umożliwiają loty w trudnych warunkach atmosferycznych i w nocy. W konfiguracji jednoosobowej załogi pilot zajmuje prawy fotel. Kabina pasażerska ma wymiary 3,3 x 1,75 x 1,3 m i mieści do 15 osób. W konfiguracji komfortowej śmigłowiec zabiera 12 pasażerów, planowano budowę wersji luksusowej mieszczącej 9 pasażerów lub mniej. W wersji medycznej Ka-62 może przewozić dwóch leżących pacjentów wraz z personelem medycznym, w sytuacji awaryjnej ilość chorych można zwiększyć do czterech. Maszyna dysponuje przestronnym bagażnikiem, dostępnym z lewej i prawej strony kadłuba. Łatwy dostęp do wnętrza kabiny pasażerskiej zapewniają przesuwne drzwi o wymiarach 1,3 x 1,25 m, umieszczone po obu stronach maszyny; piloci dysponują indywidualnymi drzwiami otwieranymi na zewnątrz. Maszyna ma w części pasażerskiej sześć okien.
W przypadku przymusowego lądowania bezpieczeństwo załodze i pasażerom zapewniają fotele opracowane przez NPP Zwiezda. Również system paliwowy śmigłowca został zaprojektowany tak, aby nie doszło do jego rozszczelnienia w razie uderzenia kadłuba o ziemię. W wersji ratowniczej przewidziano zamontowanie wyciągarki o udźwigu 300 kg.